# Solaris (Fujikura)
Solaris ist eine Oper des japanisch-britischen Komponisten Dai Fujikura aus dem Jahr 2015 nach dem gleichnamigen Roman von Stanisław Lem (1961). Es ist nach den Opern von Michael Obst (1996) und Detlev Glanert (Solaris, 2012) bereits die dritte Vertonung des Stoffs.

## Handlung
Die Oper beschreibt drei Tage auf einer Raumstation, die um den Planeten Solaris kreist. Wissenschaftler Kris Kelvin wurde entsandt, um merkwürdige Vorfälle in dem fliegenden Labor aufzuklären. Kurz nach seiner Ankunft trifft er auf den Kollegen Snaut, der einen verwirrten Eindruck macht und vor „Besuchern“ warnt. Der zweite Wissenschaftler, Gibarian, ist tot, hat jedoch eine Video-Botschaft hinterlassen, in der er Kelvin ebenfalls ankündigt, er werde fremden Personen begegnen.
Am zweiten Tag trifft Kelvin auf seine vor zehn Jahren verstorbene Frau Hari. Sie scheint äußerlich völlig unauffällig zu sein, doch Snaut bezeichnet sie als Projektion, angefertigt vom Ozean auf dem Planeten Solaris, der die (unbewältigten) Erinnerungen der Menschen materialisiert. Hari hat Angst vor der Einsamkeit und wird verletzt, als Kelvin sie gewaltsam aussperren will. Die Wunden heilen blitzschnell von selbst. Snaut hat ein Verfahren entwickelt, diese „Besucher“ zu zerstören, zumal er auch von jemandem heimgesucht wird. Hari ist irritiert, als sie die Wissenschaftler belauscht und dabei erfährt, sie sei nur eine „Kopie“. Kris Kelvin versucht, sie zu beruhigen.
Snaut beschimpft am dritten Tag, seinem Geburtstag, Kelvin und Hari. Der tote Gibarian erscheint. Hari versucht vergeblich, sich umzubringen. Sie besteht darauf, über ihre Herkunft und den Sinn ihrer Existenz aufgeklärt zu werden. Kelvin findet darauf keine Antworten.
Im Epilog gelingt es Snaut, Haris „Neutrino-Gewebe“ zu löschen und sie damit zu eliminieren. In einem Abschiedsbrief gesteht sie Kelvin, dass es ihr freier Wille war zu verschwinden. Kelvin beschließt, die Raumstation zu verlassen und stürzt sich in den Ozean auf Solaris.
Während der drei Tage ringt Kris Kelvin immer wieder mit seiner inneren Stimme, seinem Gewissen.

## Orchesterbesetzung
- Holzbläser: Flöte, Piccoloflöte, Oboe, Es-Klarinette, B-Klarinette, Fagott
- Blechbläser: Horn (Dämpfer), Trompete in B (Dämpfer), Posaune
- Pauken, Schlagzeug: zwei hängende Becken, Tamtam, Conga, zwei große Trommeln, Vibraphon
- Celesta
- Streicher: zwei Violinen, Bratsche, Violoncello, Kontrabass (alle mit Plektrum)
- Live-Elektronik

## Werkgeschichte
Obwohl der in Osaka geborene und bereits mit 15 Jahren auf Empfehlung seiner Eltern nach Großbritannien ausgewanderte  Dai Fujikura den sowjetischen Solaris-Film von Andrei Tarkowski schätzt, orientierte er sich nach eigener Aussage eher an Lems Roman: „Meine Oper bezieht sich auf das Buch, nicht auf den Film“. Vor der Komposition der Oper hatte sich Fujikura von Solaris bereits zu seinem Posaunenkonzert Vast Ocean und dessen kleiner besetztem K’s Ocean für Posaune und Elektronik inspirieren lassen: „Für mich ist Solaris keine Science Fiction-Geschichte. Es ist vielmehr eine Geschichte über die Abgründe der menschlichen Psyche. Die Handlung spielt nur deshalb im Weltraum, damit sie auf das Wesentliche reduziert werden kann.“ Das Libretto zu Solaris schrieb Saburo Teshigawara, der Regisseur und Choreograph der Pariser Uraufführung auf Japanisch, der Komponist übertrug den Entwurf mit dem Schriftsteller Harry Ross ins Englische und zeigte sich beglückt von dem Projekt: „An Solaris habe ich eineinhalb Jahre gearbeitet, und ich muss sagen, dass es mir viel Spaß bereitet hat. Am Schluss war ich sogar etwas traurig, weil ich die Welt von Solaris, in der ich so lange gelebt hatte, nun verlassen musste.“ Obwohl er anfänglich „etwas beunruhigt“ gewesen sei, habe er sich vom ersten bis zum letzten Takt „großartig gefühlt“ und das Schreiben, Dramatisieren, Geschichten erzählen, das Festlegen von Tempo, Stimmung und Atmosphäre als „wunderbare Bereicherung“ empfunden.
Gemeinsam mit dem Akustik-Designer und Komponisten Gilbert Nouno entwickelte Fujikura vier Monate lang am IRCAM-Institut in Paris die Live-Elektronik. Dabei legte er Wert darauf, das Timing für keinen Einsatz exakt festzuschreiben. Die Elektronik sollte über die gesamte Länge der Oper „mitlaufen“ und beliebig zugespielt werden, also Raum für Improvisationen lassen. Bei der Uraufführung steuerte der Komponist persönlich das Mischpult und nahm sich vor, bei jeder Aufführung anders vorzugehen.

## Rezeption
Die Neue Zürcher Zeitung lobte die „anregende Multimedia-Oper“, bemängelte allerdings, es fehle eine „prägnante, klar erkennbare Handschrift“ bei den Singstimmen. Die Uraufführung habe „bemerkenswerte Perspektiven“ für das Musiktheater eröffnet, es sei allerdings „fraglich“, ob die Oper ohne Librettist Saburo Teshigawara lebensfähig sei, der selbst mittanzte. Die Financial Times erkannte in der Partitur zwar „erinnernswerte und gefühlvolle“ Momente, kritisierte jedoch, insgesamt sei sie zu abhängig von der Live-Elektronik und mit „mulmiger Harmonik“ und „anhaltendem Gekreische“ dem veralteten Stil der überholten Avantgarde verhaftet.
Nach der deutschen Erstaufführung in Augsburg zeigte sich die Neue Musikzeitung reserviert: „All das mag überlegt gedacht und niedergeschrieben sein – dennoch fehlt dem Werk schnell zugängliche, sofort eindringliche Theaterwirksamkeit. Denn was der Komponist im Schaffensprozess wieder und wieder gehört hat, erklingt dem Zuschauer nur einmal. Da müssten Horror und vor allem Liebe im szenischen Moment erhörbar sein. Daran fehlt es.“ Im Bayerischen Rundfunk wurden „ausschweifende Dialoge“ bemängelt: „Es wird fast pausenlos gesungen, die Musik bekommt da fast schon Schnappatmung, so wenig Freiraum hat sie, und die Übertitel-Anlage ist ebenfalls schwer beansprucht. Anders als Komponisten-Kollege Detlev Glanert in Solaris 2012 hat sich Fujikura auch keine Gedanken darüber gemacht, wie dieser intelligente Planet Solaris wohl klingen könnte. Stattdessen konzentriert sich der Japaner ganz auf die innere Welt des Astronauten Kris Kelvin, der emsig Selbstgespräche führt.“

## Aufführungen
- 2015: Théâtre des Champs-Élysées Paris/Ópera de Lille/Ópera de Lausanne, Inszenierung Saburo Teshigawara, Dirigent Erik Nielsen
- 2018: Theater Augsburg, Inszenierung Dirk Schmeding, Dirigent Lancelot Fuhry (Deutsche Erstaufführung)